# 嚴嵩麗花介
嚴嵩麗花介（学名：Pistocythereis yensongi）为粗面介科麗花介屬下的一个种。